# Микитенко, Ольга Леонтьевна
Ольга Леонтьевна Микитенко (укр. О́льга Лео́нтіївна Миките́нко; род. 24 июня 1974, Житомир) — известная немецкая оперная певица (сопрано) украинского происхождения, солистка Национальной оперы Украины (1995—2006). Заслуженная артистка Украины (1999).

## Биография
В 1989 -1992 обучалась в Житомирском музыкальном училище на факультете хоровое дирижирование. С 1990 по 1992 - актриса и певица Житомирского театра драмы и комедии.
В 1992 -1997 обучалась в киевской Национальной музыкальной академии Украины имени П.Чайковского (класс профессора Г. Сухоруковой).
Работает в разных направлениях: опера, камерная и симфоническая музыка, джаз, кинематограф. Постоянно расширяет драматический и лирический репертуар.
С 2001 года поёт на самых престижных сценах мира, в том числе, Европы и Америки (в частности, на сцене Баварской оперы, Дойче-опер, Метрополитен-Опера, Театра Лисео в Барселоне, Дрезденской оперы и других сценах мира).
В 2017 году Ольга Микитенко выпустила философский роман " Solo OM", который в основе является биографическим. Книга также была выпущена на английском и немецком языках и находится в свободной онлайн продаже.
В 2020 году вышел новый диск певицы " I Vespri Verdiani"-Verdi Arias с борнмутским симфоническим оркестром под руководством Кирилла Карабца.

## Избранные партии
Ольга Микитенко — исполнительница ведущих оперных партий в «Евгении Онегине» Чайковского (дебютировала в этой опере в Лионе в 2007), «Норме» Беллини, «Лючии ди Ламмермур» Доницетти, Четвёртой симфонии Г. Малера и др.
- Графиня «Свадьба Фигаро» Моцарт
- Фьордилиджи «Так поступают все» Моцарт
- Донна Анна «Дон Жуан» Моцарт
- Виолетта «Травиата» Верди
- Амалия «Разбойники» Верди
- Луиза «Луиза Миллер» Верди
- Мими «Богема» Пуччини
- Минни «Девушка с запада» Пуччини
- Лиу «Турандот» Пуччини"
- Маргарита «Фауст» Гуно
- Мариетта "Мертвый город" Корнгольда

## Награды
- 1997 — 2-я премия (1-а не присуждалась) на Международном конкурсе имени Ф. Виньяса (Барселона),
- обладательница почетного приза «Воче экстраординаре» (экстраординарный голос),
- 1997 - победительница Международного конкурса им. Марии Каллас (Афины) — золотая медаль и Гран-при.
- 2003 - победительница  международного конкурса королевы Сони в Осло - 1 премия